# Rubén Colón
Rubén Colón, né le 30 janvier 1972, est un ancien joueur portoricain de basket-ball.